# María Elena Higueruelo
María Elena Higueruelo Illana (Torredonjimeno, Jaén, 1994) es una poeta española ganadora del Premio Nacional de Poesía Joven ‘Miguel Hernández’ 2021.

## Trayectoria
Higueruelo se graduó en Matemáticas y Literaturas Comparadas por la Universidad de Granada. En 2015 publicó los poemarios El agua y la sed (Hiperión, 2015), con el que obtuvo el Premio de Poesía Joven Antonio Carvajal. Con Los días eternos (Rialp, 2020) ganó el Premio Adonáis de poesía 2019. Ha sido incluida en la antología Nacer en otro tiempo (Renacimiento, 2016) y Piel fina (Maremágnum, 2019). Ha colaborado, entre otras, con las revistas literarias Piedra del Molino, Estación Poesía y Maremágnum.
En 2021 recibe el Premio Nacional de Poesía Joven ‘Miguel Hernández’ por su poemario Los días eternos, obra seleccionada por el jurado "por realizar un homenaje muy personal a la memoria y a los efectos del paso del tiempo, con un gran equilibrio y dominio de la tradición poética. Con elementos poco comunes en la poesía. una mezcla muy atinada en sus proporciones entre el pensamiento profundo de la lógica y el dejar fluir el lirismo propio de la intuición". La crítica ha señalado también el significativo empleo de los tópicos de la literatura universal en este libro.